# Муарем, Муарем
Муарем Муарем Рамиз (22 октября 1988, Скопье, СФР Югославия) — северомакедонский футболист, полузащитник.

## Клубная карьера
Начинал играть в футбол в юношеских командах клуба «Работнички» (Скопье), в основном составе клуба дебютировал 15 июля 2008 года в матче Лиги чемпионов против азербайджанского «Интера». В своём первом сезоне Муарем сыграл 4 матча в чемпионате Республики Македонии за «Работнички», а затем был отдан в аренду в клуб низшей лиги «Тетекс», где также провёл 4 матча.
В следующем сезоне футболист стал регулярно выходить на поле в составе «Работнички» и принял участие в 20 играх чемпионата, а также в матчах Лиги Европы. 1 июля 2010 года Муарем забил свой первый гол за клуб в ворота андоррской команды «Луситанс», его команда победила 5:0.
В августе 2010 года Муарем перешёл в турецкий клуб первого дивизиона «Ордуспор» и подписал с ним трёхлетний контракт. 21 августа игрок провёл свой первый матч за новую команду против «Кайсери Эрчиесспор», а в своём третьем матче впервые отличился, забив 2 гола в ворота «Истанбул Гюнгоренспор». Муарем регулярно выходил на поле под руководством тренера Угура Тютюнекера, но когда в марте 2011 его сменил Метин Диядин, футболист потерял место в основном составе, сыграв при новом тренере лишь 3 матча. По окончании сезона контракт с Муаремом был расторгнут.
Летом 2011 года Муарем вернулся в свой прежний клуб «Работнички», за половину сезона сыграл за него 16 матчей в чемпионате и несколько матчей в еврокубках.
В феврале 2012 футболист перешёл в клуб высшей лиги Азербайджана «Карабах», подписав контракт на 3,5 года, в команде он присоединился к ещё одному футболисту из Македонии Ндериму Недзипи. 15 февраля 2012 Муарем дебютировал в составе «Карабаха» в матче против ФК «Баку», заменив во втором тайме Бахтияра Солтанова. В составе «Карабаха» футболист выиграл золотые медали чемпионата Азербайджана в сезоне 2013/14 и серебряные медали в сезоне 2012/13.
В сезоне 2014/15 Муарем стал победителем чемпионата Азербайджана, забив 8 голов в турнире, и обладателем Кубка страны (в финальном матче забил один из голов). В групповом турнире Лиги Европы македонец стал автором победного гола в выездном матче против «Днепра» — будущего финалиста турнира.

## Международная карьера
Муарем выступал за сборные Республики Македонии младших возрастов (до 17, до 19 и до 21 года).
В сентябре 2011 года тренер Джон Тошак вызвал Муарема в национальную сборную Республики Македонии и 2 сентября 2011 года футболист дебютировал в команде в игре отборочного этапа чемпионата Европы против России, на 85-й минуте заменив Величе Шумуликоски. В 2011—2012 годах Муарем провёл 4 матча за сборную и потом некоторое время не вызывался в неё, следующий матч сыграл только в марте 2014 года.

## Достижения
«Карабах» (Агдам)
- Чемпион Азербайджана (2): 2014, 2015
- Обладатель Кубка Азербайджана: 2015